# Spododes parathesa
Spododes parathesa là một loài bướm đêm trong họ Geometridae.